# Alpen-Karpaten-Korridor

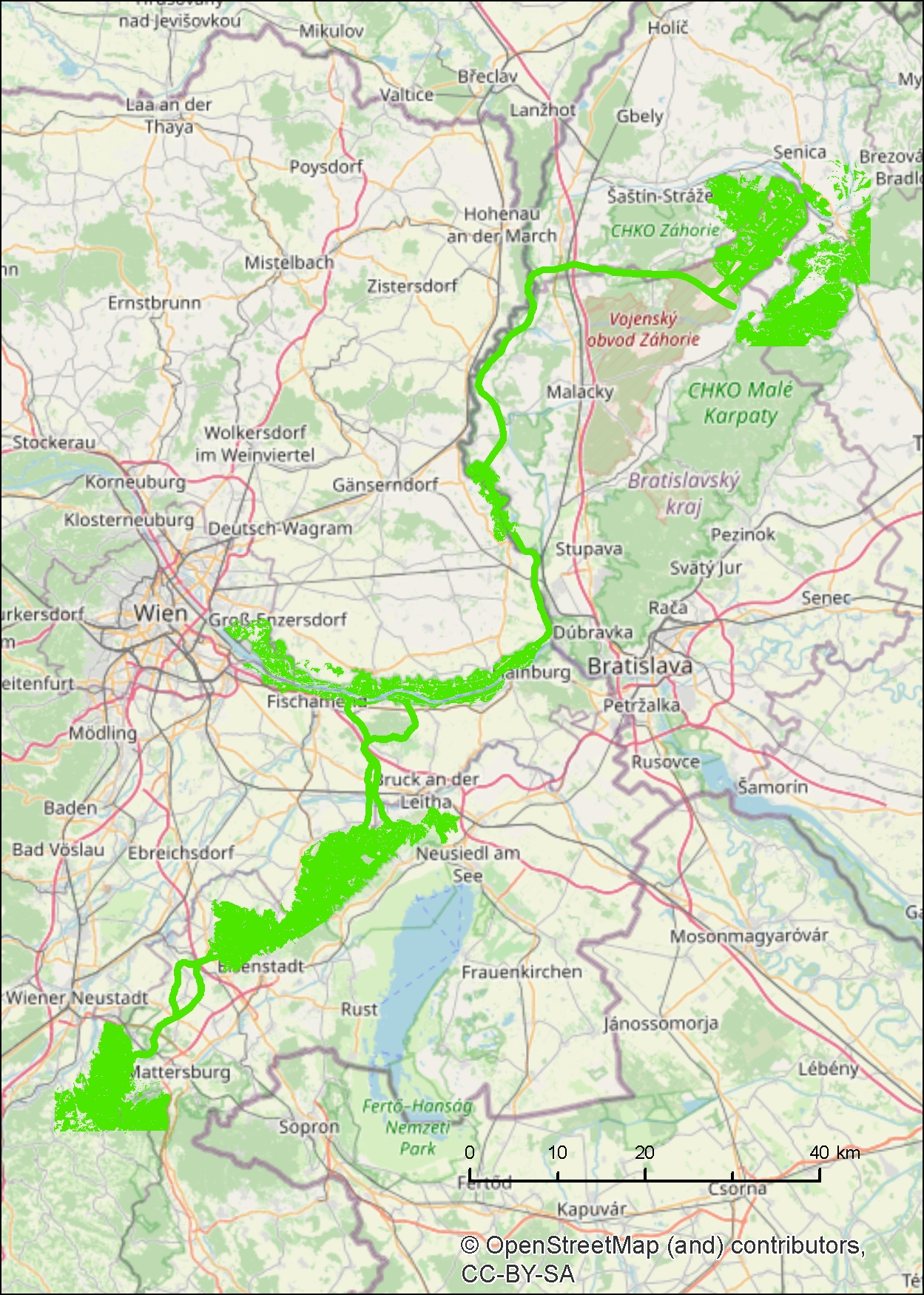
Alpen-Karpaten-Korridor

Der Alpen-Karpaten-Korridor ist ein Naturschutzprojekt zur Verbesserung des Biotopverbunds zwischen den Alpen und den Karpaten in Österreich und der Slowakei.
Der Korridor stellt eine traditionelle Wanderroute für Wild dar. Er verläuft vom Rosaliengebirge über das Leithagebirge und den Ellender Wald zum Nationalpark Donau-Auen, von dort durch die Europaschutzgebiete March-Thaya-Auen zum Landschaftsschutzgebiet Záhorie, in dem mehrere Natura-2000-Gebiete liegen. Verkehrswege wie die Südost Autobahn (A3), Ost Autobahn (A4) und Diaľnica D2 queren den Korridor. Durch das Projekt, das als Teil der EU-Strategie für die Donauregion (EUSDR) bzw. des ETZ-Programms Österreich-Slowakei von 2009 bis 2012 gefördert wurde, sollen die unterbrochenen natürlichen Verbindungen z. B. durch die Errichtung von Grünbrücken wiederhergestellt werden. Am 30. Jänner 2012 wurde im Rahmen einer Konferenz in Bratislava ein Aktionsplan präsentiert, um die Maßnahmen umzusetzen und ein dahingehendes Memorandum of Understanding von Vertretern von Niederösterreich und der Slowakei, der ASFINAG und der slowakischen Autobahngesellschaft NDS  unterzeichnet.
Die Vernetzung der Gewässer soll durch das Projekt „Alpen-Karpaten Fluss Korridor“ verbessert werden.